# Capel River
Capel River är ett vattendrag i Australien. Det ligger i delstaten Western Australia, omkring 180 kilometer söder om delstatshuvudstaden Perth.
Trakten runt Capel River består till största delen av jordbruksmark. Runt Capel River är det glesbefolkat, med 11 invånare per kvadratkilometer. Genomsnittlig årsnederbörd är 1 097 millimeter. Den regnigaste månaden är maj, med i genomsnitt 188 mm nederbörd, och den torraste är februari, med 9 mm nederbörd.